# Au grand balcon
Pour plus de détails, voir Fiche technique et Distribution.
Au grand balcon est un film français réalisé par Henri Decoin, sorti en 1949.

## Synopsis

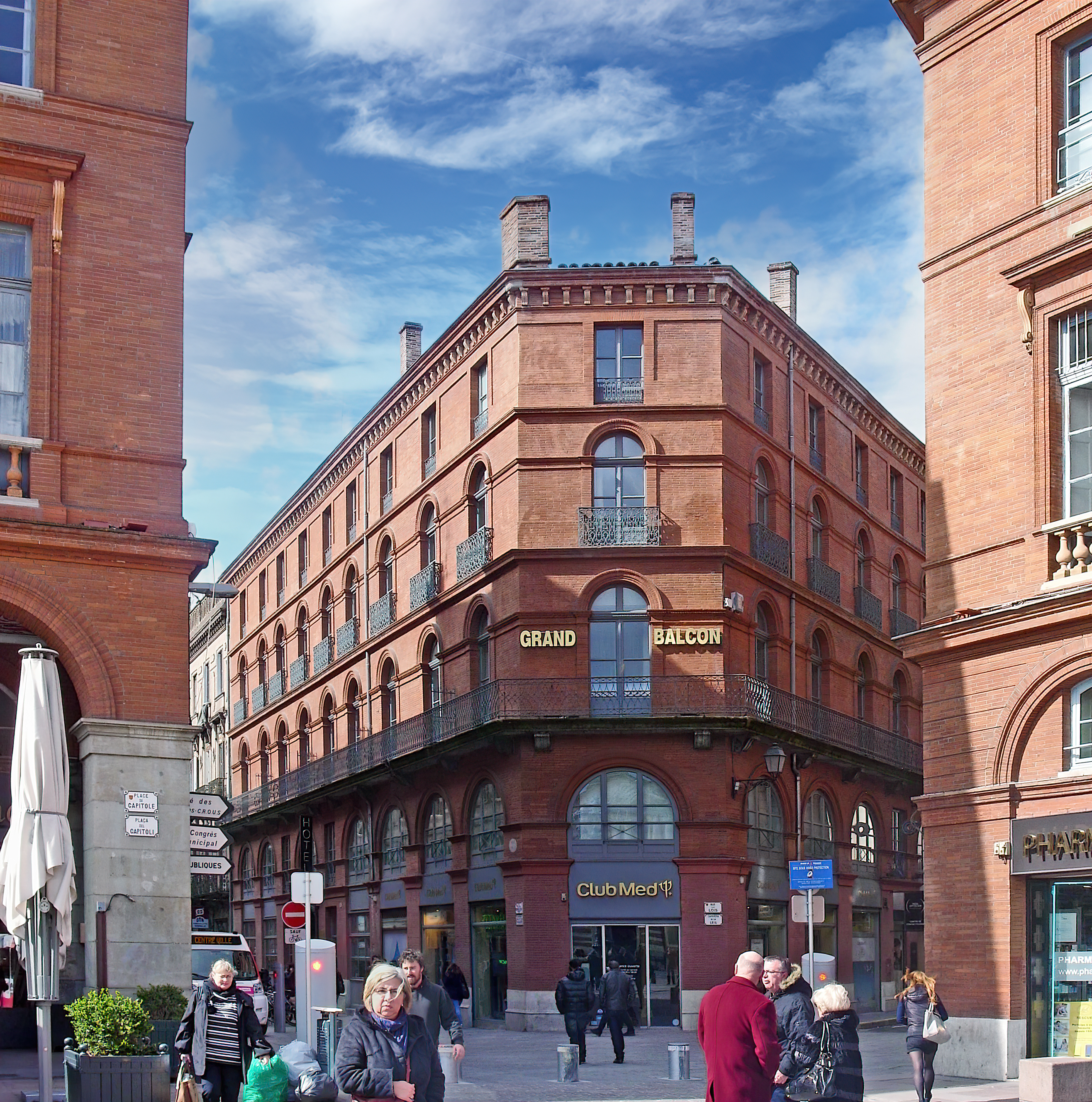
Hôtel du Grand Balcon, à Toulouse, classé depuis comme monument historique

Tous les habitants de la pension de famille toulousaine, Au Grand Balcon, sont possédés par le goût de l'aventure. Ainsi Carbot (Pierre Fresnay), chef de l'Aéropostale de Toulouse, et Fabien (Georges Marchal) veulent prolonger la ligne vers l'Amérique...
Joseph Kessel illustre la création de l'Aéropostale par les deux grandes figures de Jean Mermoz et Didier Daurat dans les personnages de Carbot et Fabien.

## Fiche technique
- Titre original : Au grand balcon
- Réalisation : Henri Decoin
- Assistant-réalisateur : Bernard Borderie
- Scénario : Joseph Kessel, Marcel Rivet
- Photographie : Nicolas Hayer
- Montage : Annick Millet
- Musique : Joseph Kosma
- Son : William-Robert Sivel
- Décors : René Renoux
- Producteur : Raymond Borderie
- Sociétés de production : Compagnie Industrielle et Commerciale Cinématographique, SIBIS
- Société de distribution : Les Films Corona
- Pays d'origine :  France
- Langue originale : français
- Format : Noir et blanc — 35 mm — 1,37:1 — Son mono
- Genre : Film dramatique, Film d'aventure
- Durée : 123 minutes
- Date de sortie : 
  - France : 30 novembre 1949

## Distribution
- Pierre Fresnay : Gilbert Carbot
- Georges Marchal : Jean Fabien
- Janine Crispin : mademoiselle Maryse, secrétaire de Carbot
- Robert Arnoux : Vuillemin, mécanicien
- Suzanne Dehelly : Françoise Fusain
- Germaine Michel : Adeline Fusain
- Clément Thierry : Didier Fusain, neveu de Françoise et Adeline
- Abel Jacquin : Darbouin, pilote
- André Bervil : Triolet, pilote
- Pierre Cressoy : Charlier, pilote
- Jean Gaven : Bellefort, pilote
- Verlet : Guérin, pilote
- Jean Vinci : Faivret, pilote
- Manuel Gary : Goupil, pilote
- Émile Genevois : Contact, pilote
- Saint-Loup : Mercier, pilote
- Paul Azaïs : Morel
- Félix Oudart : Garandoux, le pensionnaire receveur des postes
- André Darnay : Armezac, le pensionnaire clerc d'huissier
- Jacques Tarride : Macherel, le pensionnaire assureur
- Nina Myral : madame Viard, pensionnaire
- Jean Barreyre : Cazenave
- José de Almeyda : un capitaine espagnol
- Arsenio Freignac : un lieutenant espagnol
- Jean Sylvain : un photographe (non crédité)
- Jean-Pierre Mocky (non crédité)

## Genèse
On peut rappeler à propos de ce film qu'Henri Decoin a fait partie, pendant la Première Guerre mondiale, de l'escadrille des Cigognes.

## Distinctions
Le film a été présenté en sélection officielle en compétition au Festival de Cannes 1949.